# Egor Noskov
Egor Dmitrievič Noskov (in russo Егор Дмитриевич Носков?; Mosca, 24 marzo 2003) è un calciatore russo, difensore dello SKA-Chabarovsk.

## Carriera
Cresciuto nel settore giovanile del CSKA Mosca, ha esordito in prima squadra il 5 marzo 2023, in occasione dell'incontro di Prem'er-Liga perso 2-0 contro il Soči.

## Statistiche

### Presenze e reti nei club
Statistiche aggiornate al 29 aprile 2023.
| Stagione        | Squadra         | Campionato      | Campionato | Campionato | Coppe nazionali | Coppe nazionali | Coppe nazionali | Coppe continentali | Coppe continentali | Coppe continentali | Altre coppe | Altre coppe | Altre coppe | Totale | Totale |
| Stagione        | Squadra         | Comp            | Pres       | Reti       | Comp            | Pres            | Reti            | Comp               | Pres               | Reti               | Comp        | Pres        | Reti        | Pres   | Reti   |
| --------------- | --------------- | --------------- | ---------- | ---------- | --------------- | --------------- | --------------- | ------------------ | ------------------ | ------------------ | ----------- | ----------- | ----------- | ------ | ------ |
| 2022-2023       | CSKA Mosca      | PL              | 4          | 0          | CR              | 1               | 0               |                    | -                  | -                  |             | -           | -           | 5      | 0      |
| Totale carriera | Totale carriera | Totale carriera | 4          | 0          |                 | 1               | 0               |                    | -                  | -                  |             | -           | -           | 5      | 0      |

## Palmarès

### Competizioni nazionali
- Coppa di Russia: 1

CSKA Mosca: 2022-2023